# Елмира
Елмира (на английски: Elmira) е населено място в окръг Солано, щата Калифорния, Съединените американски щати.
Населението му е 205 души (2000). Елмира е с обща площ от 1,4 кв. км (0,5 кв. мили).
1. ↑  data.census.gov //   Посетен на 1 януари 2022 г.